# 44.º Batalhão de Infantaria Motorizado
O 44.º Batalhão de Infantaria Motorizado (44.º B I Mtz), conhecido como Batalhão Laguna, é uma unidade do Exército Brasileiro localizada no município de Cuiabá, Mato Grosso. É subordinada à 13.ª Brigada de Infantaria Motorizada, sediada na mesma cidade. Sua denominação histórica é uma referência à Retirada da Laguna, da qual o batalhão fez parte.

## História
A origem do batalhão está no Corpo de Caçadores Provisório, organizado em São Paulo em 1842. Em 1865, a junção de companhias paulistas e mineiras formou o 21º Batalhão de Infantaria, enviado para a guerra com o Paraguai na Campanha do Mato Grosso. A expedição da qual fez parte teve que recuar em 1867, com o batalhão representando o flanco esquerdo da coluna na sua retirada. Ele permaneceu então em Cuiabá até 1869, participando da ocupação de Assunção, a já conquistada capital paraguaia. Após o final da guerra, o batalhão foi fixado em Corumbá, representando o poder central numa fronteira até então defendida pela Guarda Nacional. Grande parte de seus combatentes, originários de vários estados, haviam permanecido na região por cinco anos e solicitaram recursos para retornar às suas famílias.
Nos conflitos pelo governo de Mato Grosso na Primeira República, teve destaque na deposição do governo em 1892. Em 1908, foi incorporado ao novo 13.º Regimento de Infantaria como seu 38.º Batalhão. Em 1920 foi transferido a Cuiabá e denominado “16.º Batalhão de Caçadores”. Isto ocorreu um ano após a dissolução do 39.º Batalhão de Infantaria, até então estacionado na capital, privando-a de uma guarnição federal. A imprensa e os dirigentes mato-grossenses, preocupados com a ordem interna e as atividades comerciais, exigiam uma nova unidade. Nessa posição ele participou de momentos políticos mato-grossensses como a Revolução de 1922, Revolução de 1924, Coluna Prestes e Revolução de 1930. No golpe de Estado de 1964, sob o coronel Carlos de Meira Mattos, o batalhão seguiu a Brasília.
Em 1978 foi incorporado à 13.ª Brigada de Infantaria Motorizada, recebendo seu nome atual. Seu quartel, localizado em área nobre da cidade, tem a parte da frente tombada como patrimônio histórico.